# Guanzhou, Chongqing
Guanzhou (kinesiska: 官舟) är en tidigare socken i sydvästra Kina. Den låg i storstadsområdet Chongqing, omkring 270 kilometer sydost om det centrala stadsdistriktet Yuzhong. Antalet invånare vid folkräkningen 2010 var 6 978. Befolkningen bestod av 3 341 kvinnor och 3 637 män. Barn under 15 år utgör 22,0 %, vuxna 15-64 år 65 %, och äldre över 65 år 11,0 %.
I april 2011 slogs socknen samman med Pingkai köping och bildade stadsdelsdistriktet Pingkai.